# Île Ifo
L'île Ifo est une île rocheuse de l'archipel de Pointe-Géologie (Terre Adélie), située en mer Dumont-d'Urville au large du continent antarctique.

## Description
L'île Ifo, l'une des plus occidentales de l'archipel de Pointe-Géologie, est une île située dans l'ouest de la baie Pierre-Lejay, à 1 km du continent antarctique,. Trois cents mètres à peine la séparent, au nord-ouest, de l'île Hélène. Sur les premières cartes de l'archipel, les deux îles étaient regroupées sous le nom d'« îles Hélène ».
L'île Ifo se trouve à 4 km à l'ouest–nord-ouest des îles Fram et à 12,5 km à l'ouest–nord-ouest de l'île des Pétrels où est établie la base Dumont-d'Urville.

## Histoire
L'île est identifiée sur les photos aériennes prises par l'US Navy lors de l'opération Highjump en 1946-1947. En octobre 1950, un raid d'exploration est lancé depuis Port-Martin par la 3e expédition antarctique française en Terre Adélie (TA 3). Yves Vallette, Robert Pommier et François Tabuteau, sur deux traîneaux attelés chacun d'une demi-douzaine de chiens, la découvrent et la cartographient le 19 octobre 1950.  
L'île tient son nom de l'une des chiennes de l'attelage de Tabuteau, avec un jeu de mots phonétique sur l'expression « Il faut » utilisée pour donner des ordres ou s'encourager à atteindre un but,. Une autre chienne du même attelage avait le nom de Yaka (« Il n'y a qu'à »). Les deux chiennes jumelles Ifo et Yaka étaient nées en janvier pendant le débarquement. Elles n’avaient donc que neuf mois.